# Grotte de False Kiva
La grotte de False Kiva est un abri sous roche dans une partie reculée du parc national des Canyonlands au sud-est de l'Utah aux États-Unis.
Difficile à atteindre, la grotte n'est accessible qu'à pied par des randonneurs expérimentés mais c'est un lieu prisé des photographes du sud-ouest américain.

## Site
La grotte abrite un cercle de pierres construit à une époque indéterminée. Cette construction surnommée « fausse kiva » donne son nom à la grotte et n'a en effet probablement pas été utilisée à des fins religieuses comme les véritables kivas[réf. nécessaire].
Le débat fait rage[réf. nécessaire] sur l'opportunité de divulguer ou non l'emplacement exact de la grotte dans le district Island in the Sky du parc.
La grotte n'apparaît pas sur les cartes officielles du parc, ce qui protège ce site éloigné contre le vandalisme.
Les guides locaux proposent cependant d'y emmener les groupes intéressés.
De plus, bien que le départ de la randonnée ne soit pas signalé sur les routes du parc, le sentier est marqué par des cairns en plusieurs endroits et reste accessible jusqu'à la grotte sans équipement d'escalade.

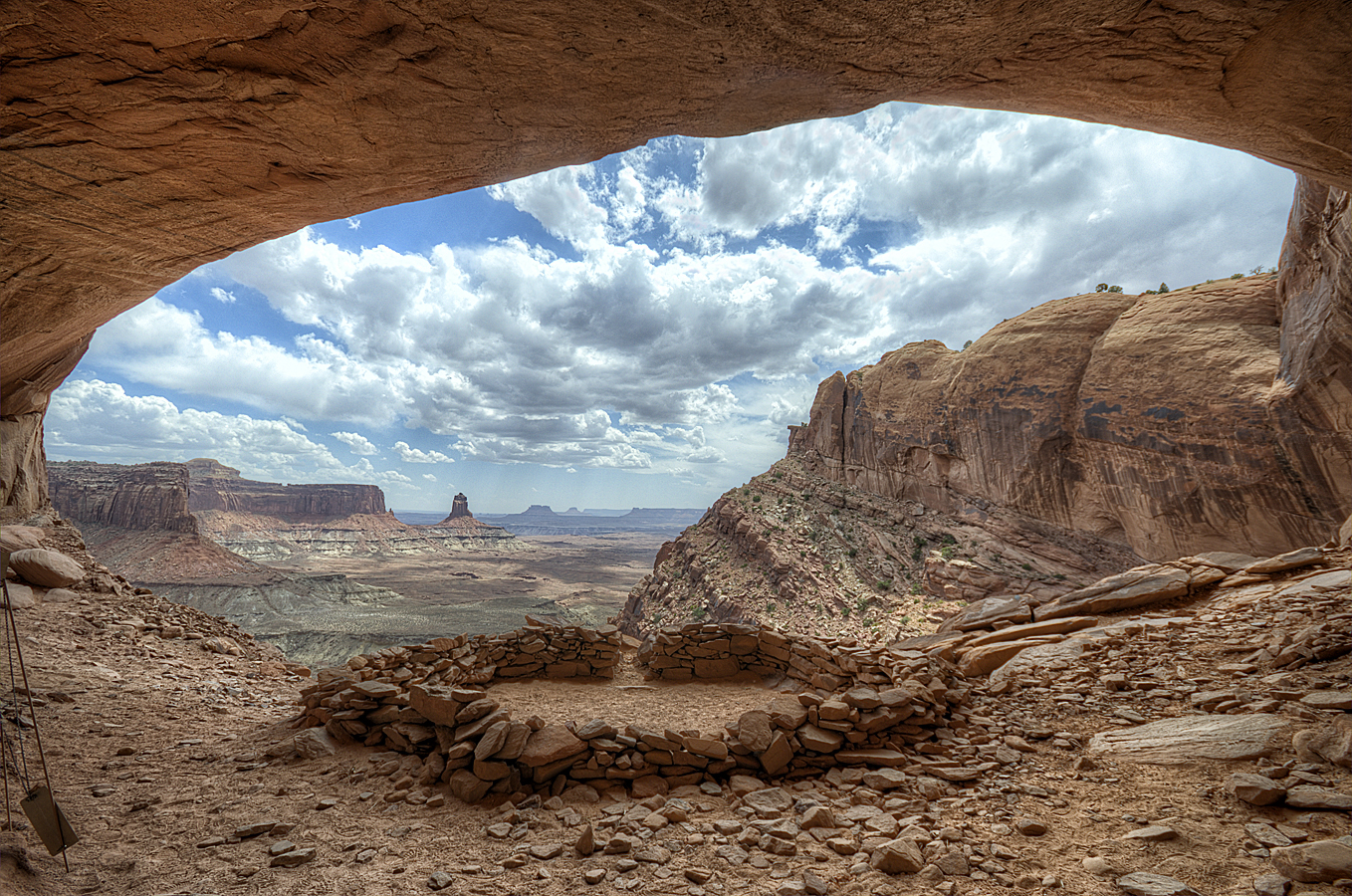
Grotte de False Kiva en 2012. Parc national des Canyonlands dans l'Utah.
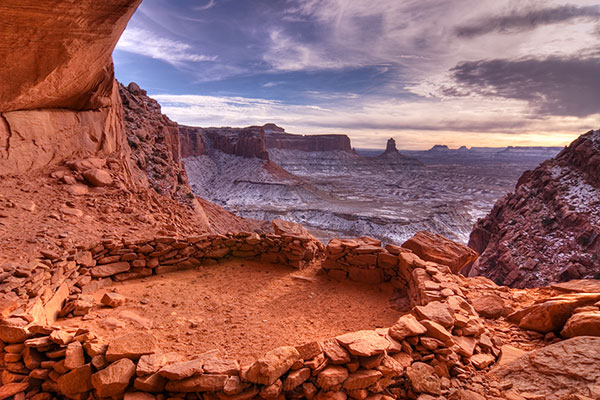
Vue rapprochée du cercle de pierres appelé « fausse kiva ».
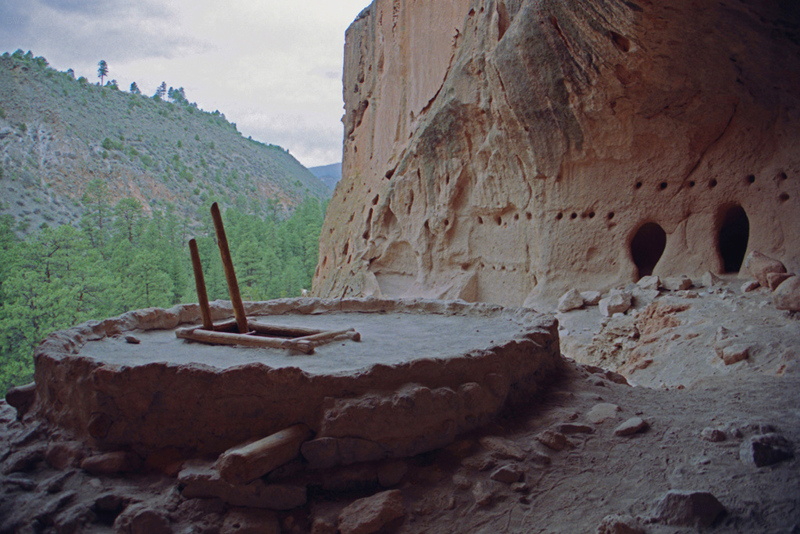
À titre de comparaison, une authentique kiva au Nouveau-Mexique.

## Paysage
En 2006, le capitole de l'Utah commande deux paysages au peintre Keith Bond originaire de Logan pour décorer la chambre du sénat de l'Utah.
La toile suspendue à l'extrémité ouest du plafond du sénat s'intitule Maison ancestrale et représente la vue depuis la grotte.
Dans la célèbre photographie Une vraie image de la fausse kiva de Wally Pacholka sélectionnée le 29 septembre 2008 sur le site Astronomy Picture of the Day de la NASA, la grotte et son paysage grandiose servent de cadre à une image presque extra-terrestre du ciel nocturne avec Jupiter et la voie lactée.